# Giao diện não-máy tính
Giao diện máy tính não (viết tắt tiếng Anh: BCI), đôi khi được gọi là giao diện điều khiển thần kinh (viết tắt tiếng Anh: NCI), giao diện máy tâm (viết tắt tiếng Anh: MMI), giao diện thần kinh trực tiếp (viết tắt tiếng Anh: DNI) hoặc giao diện máy não (BMI), là con đường giao tiếp trực tiếp giữa một bộ não nâng cao hoặc có dây và một thiết bị bên ngoài. BCI khác với điều chế thần kinh ở chỗ nó cho phép luồng thông tin hai chiều. BCI thường được hướng vào nghiên cứu, lập bản đồ, hỗ trợ, tăng cường hoặc sửa chữa các chức năng nhận thức hoặc vận động cảm giác của con người.
Nghiên cứu về BCI bắt đầu vào những năm 1970 tại Đại học California, Los Angeles (UCLA) dưới sự tài trợ của Quỹ khoa học quốc gia, sau đó là hợp đồng từ DARPA. Các bài báo được xuất bản sau nghiên cứu này cũng đánh dấu sự xuất hiện đầu tiên của giao diện máy tính biểu hiện não bộ trong tài liệu khoa học. Do tính dẻo của vỏ não, tín hiệu từ các bộ phận giả được cấy ghép, sau khi thích nghi, sẽ được xử lý bởi não như cảm biến tự nhiên hoặc các kênh truyền tải. Sau nhiều năm thử nghiệm trên động vật, các thiết bị thần kinh đầu tiên được cấy vào người xuất hiện vào giữa những năm 1990. Gần đây, các nghiên cứu về tương tác giữa người và máy tính thông qua ứng dụng học máy với các đặc điểm thời gian thống kê được trích từ thùy trán, dữ liệu sóng não EEG đã cho thấy mức độ thành công cao trong việc phân loại các trạng thái tinh thần (Thư giãn, Trung lập, Tập trung), trạng thái (Tiêu cực, Trung tính, Tích cực)  và rối loạn đồi vỏ não.